# Johann Christoph Müller
Johann Christoph Müller (Wöhrd kraj Nürnberga, 15. ožujka 1673. – Beč, 21. lipnja 1721.), vojni inženjer, topograf, kartograf.

## Djelovanje
Nakon završetka humanističkih studija, četiri ga je godine podučavao astronom i bakrorezac G. C. Eimmart u matematici i crtačkom umijeću. Godine 1696. kao časnik inženjerije stupio je u službu carskog pukovnika Luigija Fernanda grofa Marsiglija, za kojeg je najprije u Beču proveo astronomska opažanja. Nakon Karlovačkog mira (1699), car Leopold imenovao je grofa Marsiglija emisarom pogranične komisije. Na razgraničenju s Marsiglijem radili su carski nadinženjer i pukovnik Johann Friedrich Hollstein, koji je uz pisanje dnevnika izradio dio topografskih skica i geografskih karata te topograf i kartograf Johann Cristoph Müller. Izmjera zemljišta bila je s obje strane granice na udaljenosti od oko dva sata hoda. Müller je vodio izmjeru naselja, tokova rijeka i potoka, putova, močvara, šuma i reljefa. Manja mjesta skicirao je u perspektivi, a izmjeru vojnih utvrda u tlocrtu. Osobno ili u koautorstvu J. C. Müller izradio je najveći dio kartografskog materijala u vezi Karlovačkog mira. U radu toga povjerenstva sudjelovao je i Pavao Ritter Vitezović. U sklopu kartografiranja područja oko granice ustanovljene Karlovačkim mirom ponekad je teško sa sigurnošću pripisati autorstvo karte samo jednoj osobi. Stoga se u literaturi umjesto imena i prezimena autora pojedine karte može naći npr. sljedeća izreka: "Izradila Komisija za razgraničenje po miru u Srijemskim Karlovcima 1699. god. pod vodstvom grofa Ferdinanda Luigija Marsiglija" (Peić Čaldarović 1999). Izvornik karte graničnoga područja u 39 listova (sekcija) čuva se u Zbirci rukopisa Austrijske nacionalne knjižnice, a kopije svih listova u Kartografskoj zbirci Ratnog arhiva Austrijskoga državnog arhiva. Također se čuvaju i pregledna karta s podjelom na 39 sekcija, te sekcije 40 i 41 koje sadrže 91 minijaturni plan položaja graničnih oznaka. Karta nema zajednički naslov. Pojedine sekcije, odnosno listovi imaju naslove u kartušama. Na Marsiglijev zahtjev izradio je i nekoliko preglednih karata novoustanovljene granice u prikladnijem mjerilu. Jedna takva karta (Mappa Geographico-Limitanea ... Joh: Christoph Müller Norimbergens Fecit) u mjerilu 1:500 000 čuva se u Ratnom arhivu u Beču. Prikazana je čitava granica od Slankamena na Dunavu do Tromeđe kraj Knina. U Ratnom arhivu u Beču čuva se i slična karta u mjerilu 1:450 000 iz 1701. (Mappa Geographica in qua universus tractus ... Joh. Christ. Müller Ingen: fecit). Drugačije je obrade i većeg formata. Zanimljivo je da je Müller na nju unio i neke podatke kojih na njegovim topografskim kartama nema. Osim potpunih prikaza novoustanovljene granice, Müller je u više navrata sastavljao i pregledne karte pojedinih većih ili manjih graničnih sektora. Takvih karata u Ratnom arhivu u Beču ima nekoliko. Na jednoj od njih vidi se granica od Slankamena do Jasenovca (Mappa Geographica Lineae ... ad Confluxum unnae fl.). Ta je karta u mjerilu 1:108 000 s prikazom čitavog Srijema i slavonske Posavine. Od ostalih Müllerovih karata ističu se topografske skice crtane perom pomoću sepije. Jedna njegova skica prikazuje porječje Une na potezu od Kostajnice do Novoga (Mappa Geographica Unnae ... exhibens). Nastala je zbog neslaganja dvaju poslanika (emisara) u vezu s povlačenjem granica oko Novoga. Prikaz je crtan u mjerilu 1:25 000. Sličnom kartografskom tehnikom izradio je i terensku skicu pograničnih krajeva između Slunja i Tromeđe (Mappa Geographica Lineae ... exhibens). To je i formatom veća karta, koja je također nastala zbog neslaganja grofaMarsiglija i Ibrahima-efendije zbog pojedinih graničnih varijanti. Nakon što je Marsiglijeva pogranična komisija zaključila posao i Müller je završio crtanje karata. Godine 1707. dobio je zadatak izraditi veliku preglednu kartu Ugarske s Hrvatskom, Slavonijom i Transilvanijom u mjerilu 1:550 000. Tu je kartu dovršio 1709. godine i ona je u grafičkom pogledu remek-djelo barokne kartografije (Augustissimo Romanor Imperatori Josepho I, ... A. C. MDCCIX. Opera J. C. Mülleri S. C. M Ingen. J. A. Pfeifel et C. Engelbrecht sculp.). Ta se karta čuva u Ratnom arhivu u Beču i Nacionalnoj i sveučilišnoj knjižnici u Zagrebu. U tu je kartu unio sve svoje podatke o Slavoniji i Hrvatskoj iz 1699. godine. Tim je podacima dodao i novije koje je u međuvremenu prikupio. Krupno mjerilo omogućilo mu je prikazati sve znanje o hrvatskim krajevima. Pripremajući se za njezinu izradu, proveo je oko dvije godine na terenskim izmjerama zemljišta. Za potrebe izdavanja Atlas Austriacus što ga je planirao objaviti, izradio je kartu bez naslova, samo s posvetom caru Josipu I, iz četiri u bakru rezana lista postojeće karte Ugarske iz 1709, koja se temeljila na astronomskim mjerenjima koja je proveo zajedno s Marsiglijem. U lipnju 1708. započeo je izmjeru okruga Znaimer za kartu Moravske, s nakanom da izmjeri pojedinačno šest okruga (Brünner, Gradischer, Iglauer, Prerauer, Olmützer i Znaimer), te izradi kartu cijele zemlje. Izmjera Moravske trajala je do 1712. Graviranje na trošak Moravske vlade odugovlačilo se do 1717, jer su se provodile višestruke revizije. Godine 1716. Müller je caru Karlu IV. uručio u boji izrađeni ručno crtani primjerak karte Moravske na deset listova u mjerilu 1:115 000. Bakrorez karte Moravske (Tabula Genaralis Marchionatus Moraviae) objavljena je 1720. na četiri lista u mjerilu 1:180 000. Müller je 1712. na zahtjev cara Karla VI. počeo izmjeru Češke po okruzima koja je završena 1720. U siječnju 1718. ponudio je dvorskom Ratnom vijeću posljednje karte okruga na provjeru. Od tih karata, ostala je sačuvana jedino karta okruga Eger, u mjerilu 1:69 000 iz 1714. Godine 1720. ponudio je češkim vlastima kartu u 25 sekcija. Graviranje je povjereno bakrorescu Michaelu Kaufferu iz Augsburga. Karta Češke (Mappa geographica Regni Bohemia) objavljena je 1722. u 25 listova bakroreza u mjerilu 1:137 500. Te i druge sačuvane karte (vojne karte Češke, primjerci s posvetom caru Karlu VI.) nalaze se u Pragu (Strahov) i u Beču (Ratni arhiv i Austrijska nacionalna knjižnica). Müller je 1721. započeo pripremu za izmjeru Šleske, ali je umro. Izmjeru Šleske izvodio je inženjer-poručnik Johann Wolfgang Wieland od 1722. do 1733, a ispravio ju je i završio inženjer-poručnik Matthaus von Schubarth od 1736. do 1739. Nakon daljih korektura profesora Haßa pojavila se 1750. karta od 20 bakroreza u izdanju Homannovih nasljednika u Nürnbergu. Müller je nastojao sastaviti karte na osnovu vlastitih izmjera, a ne na temelju starijih radova. Grafičku je triangulaciju radio geodetskim stolom, a udaljenosti između mjesta određivao s pomoću učvršćenog mjernog kotača na vozilu. Njegovi podaci za širine su točni na minutu, duljine ipak pokazuju odstupanja, s tim da se nul-meridijan uvijek nalazi zapadno od Ferra. Četverojezična publikacija (mađarski, talijanski, njemački i engleski) na CD-u Karte ispod sjene polumjeseca što ju je 2005. godine objavio mađarski povjesničar i kartograf Antal András Deák sadrži opis i fotografije 370 rukopisnih karata izrađenih tijekom rata, između 1683. i 1699. te u godinama koje su uslijedile. Izradili su ih Marsigli i Müller. Karte su bez navođenja autora ili datuma uz samo nekoliko iznimki. U Kartografskoj zbirci Ratnog arhiva u Beču i Zbirci rukopisa Austrijske nacionalne knjižnice čuvaju se mnogobrojne karte i izvješća što su ih izradili Marsigli i Müller za Habsburško Carstvo, a koje su poslane u Beč. Marsiglijevo opsežno djelo o Dunavu Danubius Pannonico-Mysicus, objavljeno je u 6 svezaka, na latinskom jeziku u Hagu i Amsterdamu 1726. godine. To je djelo puna zanimljivih karata i planova hrvatskih gradova, a sve to gradivo potječe iz vremena Marsiglijeva boravka i rada u hrvatskim krajevima. Za tu je monografiju karte izradio kartograf J. Ch. Müller po Marsiglijevim uputama u Nürnbergu 1702–03.

## Djela
- Mappa Geographico-Limitanea ..., mjerilo 1:500 000.
- Mappa Geographica Unnae ... exhibens, mjerilo 1:25 000.
- Mappa Geographica Lineae, inter utrumq. Imperium, ... exactudine plane Naturali, exhibens.
- Mappa Geographica Lineae Limitanea Psrticularis utriusq ... ad Confluxum Unnae fl., mjerilo 1:108 000.
- Topografska karta graničnog područja ustanovljeno Karlovačkim mirom, 39 sekcija. 1699.
- Povijesna karta Hrvatske prema podacima P. Rittera Vitezovića (Karta Hrvatske s njezinim granicama prije turske okupacije Bosne i Hercegovine). 1699. – Mappa Geographica in qua universus tractus ..., mjerilo 1:450 000. 1701.
- Karta Ugarske s Hrvatskom, Slavonijom i Transilvanijom (Augustissimo Romanor Imperatori Josepho I, ... A. C. MDCCIX. Opera J. C. Mülleri S. C. M. Ingen. J. A. Pfeifel et C. Engelbrecht sculp.), bakrorez, četiri lista, koloriran i pozlaćen, pojedini list 58×79 cm, mjerilo 1:550 000. 1709.
- Tabula Genaralis Marchionatus Moraviae, 4 lista, mjerilo 1:180 000. 1720. – Mappa geographica Regni Bohemia, 25 listova, 1:137 500. 1722.

## Vanjske poveznice
- Johann Christoph Müller Hrvatska tehnička enciklopedija, portal hrvatske tehničke baštine. LZMK